# Profsojuznaja
Profsojuznaja (ros. Профсоюзная) – stacja moskiewskiego metra linii Kałużsko-Ryskiej (kod 102). Nazwa stacji pochodzi od ulicy Profsojuznaja (Профсоюзная улица), pod którą jest położona. Wyjścia prowadzą na ulicę Profsojuznaja, Nachimowskij Prospekt i plac Josipa Tito.

## Wystrój
Stacja jest trzykomorowa, jednopoziomowa, posiada jeden peron. Dwa rzędy 40 kolumn obłożono szaroniebieskim marmurem. Ściany nad torami pokryto glazurowanymi płytkami ceramicznymi, podłogi wyłożono szarym i czerwonym granitem.